# Vladimir Denisov
Vladimir Gennad'evič Denisov (in russo Владимир Геннадьевич Денисов?; 22 maggio 1947) è un ex schermidore sovietico, vincitore di una medaglia d'argento nella scherma ai giochi olimpici.